# Autoba grisea
Autoba grisea är en fjärilsart som beskrevs av W. Warren 1913. Autoba grisea ingår i släktet Autoba och familjen nattflyn. Inga underarter finns listade i Catalogue of Life.